# Prosotas pia
Prosotas pia, bướm viền xanh lam, là một loài bướm xanh (Lycaenidae) được tìm thấy ở Châu Á.

## Phân bố
Loài bướm này sinh sống ở Ấn Độ từ trên dãy Himalaya từ Sikkim đến đồi Assam và Naga. Phạm vi mở rộng về phía đông đến Myanmar và nam Vân Nam. Nó cũng sống ở thềm Sunda, Sulawesi và Serang ở Đông Nam Á.

## Hình ảnh

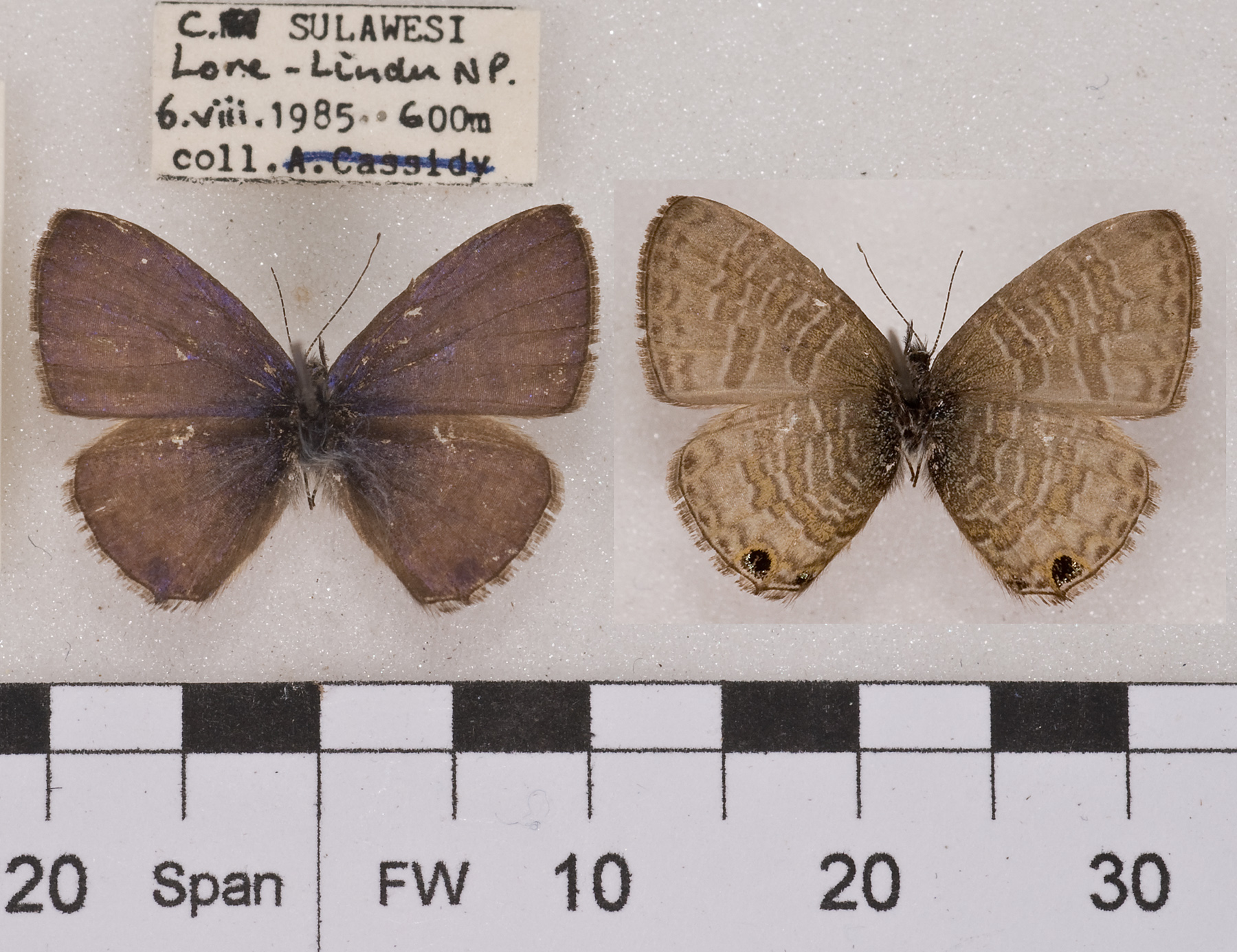
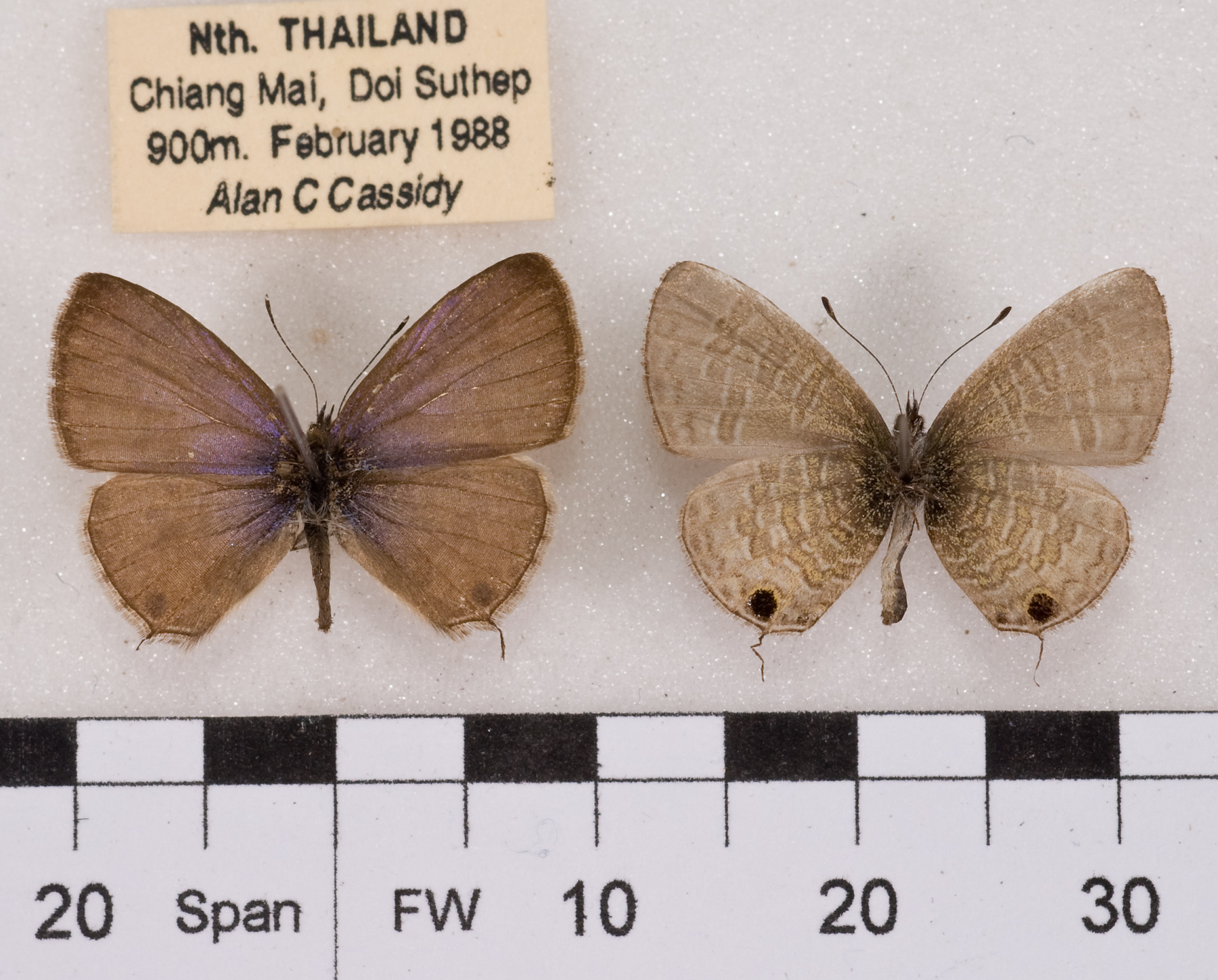
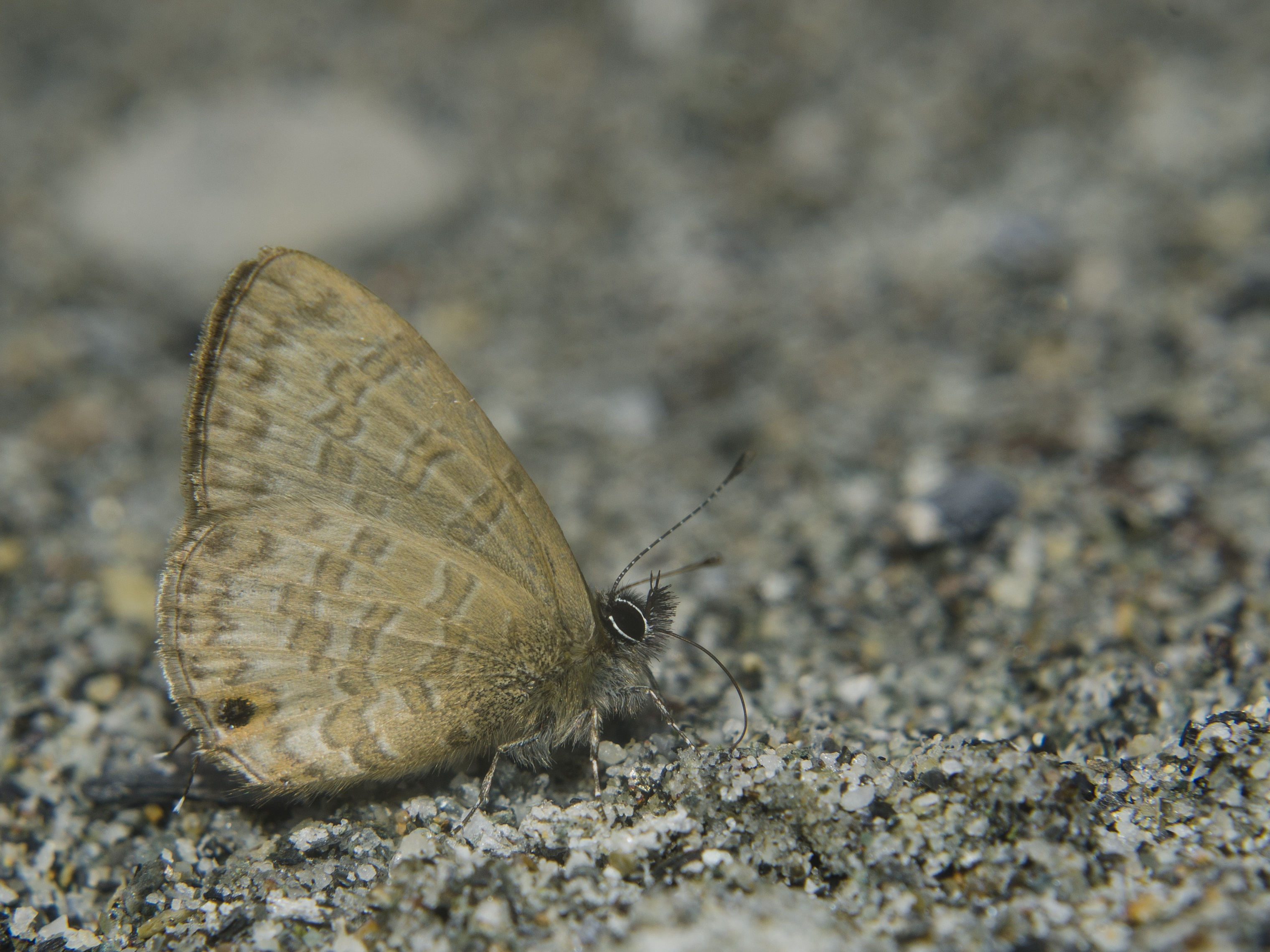